# نيت اندروز
نيت اندروز (بالإنجليزية: Nate Andrews)‏ هو لاعب كرة قاعدة أمريكي، ولد في 30 سبتمبر 1913 في بيمبروك في الولايات المتحدة، وتوفي في 26 أبريل 1991 في وينستون-سالم في الولايات المتحدة.

## وصلات خارجية
- نيت اندروز على موقع دوري كرة القاعدة الرئيسي (الإنجليزية)
- نيت اندروز على موقعبيزبول رفرنس.كوم (الدوري الرئيسي) (الإنجليزية)
- نيت اندروز على موقعبيزبول رفرنس.كوم (الدوري الثانوي) (الإنجليزية)
- نيت اندروز على موقع جمعية أبحاث البيسبول الأمريكية (الإنجليزية)
- نيت اندروز على موقع مشجعي الرسوم البيانية (الإنجليزية)